# Többdimenziós valószínűségeloszlás
A valószínűségszámításban a többdimenziós eloszlás egy valószínűségi vektorváltozó eloszlása, azaz egy {\displaystyle \mathbb {R} ^{n}}-beli értékeket felvevő valószínűségi változó eloszlása. Egy {\displaystyle X=(X_{1},\dotsc ,X_{n})} valószínűségi vektorváltozó eloszlása is mérhető halmazokhoz rendeli a valószínűségeket, de ezek {\displaystyle \mathbb {R} ^{n}}-beliek. Minden {\displaystyle A\subseteq \mathbb {R} ^{n}} mérhető halmaznak van valószínűsége, ami megadja, hogy {\displaystyle X} értéke mekkora eséllyel esik ebbe a részhalmazba. Az {\displaystyle X} egyes {\displaystyle X_{i}} koordinátáinak eloszlását peremeloszlásnak nevezzük. A többdimenziós eloszlásra példa a multinormális eloszlás, más néven a többdimenziós normális eloszlás.

## Bevezető példa
Tekintjük a következő két kísérletet:
1. Szabályos dobókockával dobunk kétszer, vagy ezzel ekvivalensen egy urnakísérlet, ahol is a számozott golyót visszatesszük. A lehetséges kimenetelek száma 36, és mivel egyformán valószínűek, mindegyik esélye 1/36.
2. Urnakísérlet számozott golyókkal, de a kihúzott golyót nem tesszük vissza. Emiatt az (1,1),(2,2),…,(6,6) kimenetelek nem fordulnak elő, így a többi 30 kimenetel valószínűsége egyenként 1/30.
Jelölje rendre a két valószínűségi vektorváltozót {\displaystyle Z_{1}} és {\displaystyle Z_{2}}.  Ezek peremeloszlásai ugyanazok, mind a hat szám ugyanazzal az 1/6 valószínűséggel fordul elő.
Az első kísérletben a két húzás egymástól független, mivel a kihúzott golyót visszatesszük, de a másodikban már nem, mivel másodjára nem jöhet ki ugyanaz a szám, pedig függetlenség esetén 1/36 lenne a valószínűségük, ami a peremeloszlások valószínűségének szorzata. De a (1,1),(2,2),…,(6,6) párok valószínűsége nulla.
Emiatt habár a peremeloszlások ugyanazok, a {\displaystyle Z_{1}} és {\displaystyle Z_{2}} valószínűségi változók különböző eloszlásúak. 

## Két dimenzióban

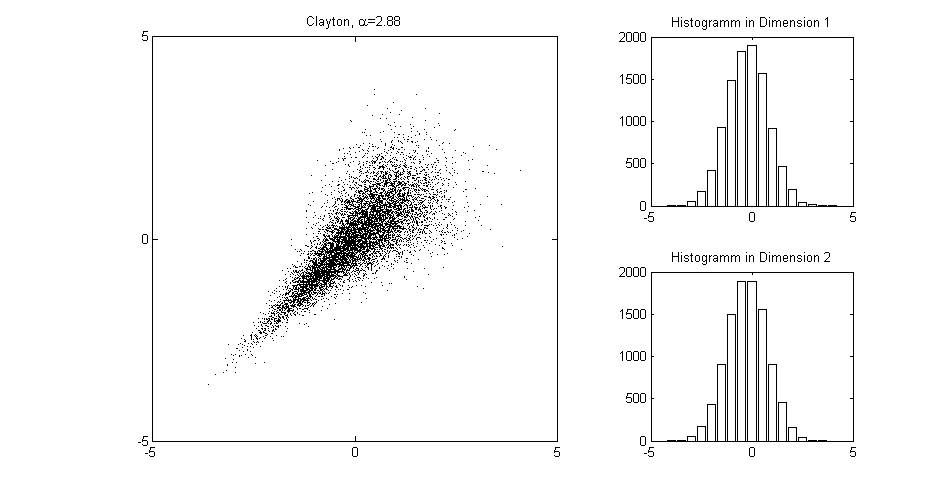
10000 szúrópróba egy Clayton-kopulával modellezett eloszlásból, ahol. Az eloszlás peremeloszlásai normális eloszlásúak

Egy kétdimenziós {\displaystyle Z=(X,Y)} valószínűségi vektorváltozó eloszlásfüggvénye:
{\displaystyle F_{Z}(x,y)=P(X\leq x,Y\leq y).}
Ha a {\displaystyle Z=(X,Y)} valószínűségi vektorváltozó kétdimenziós sűrűségfüggvénye {\displaystyle f_{X,Y}}, akkor az eloszlásfüggvény:
{\displaystyle F_{Z}\left(x,y\right)=\int _{-\infty }^{y}\int _{-\infty }^{x}f_{X,Y}\left(u,v\right)\mathrm {d} u\,\mathrm {d} v}.
Ha az eloszlás diszkrét, akkor a közös eloszlás feltételes valószínűségekkel:
{\displaystyle {\begin{aligned}\mathrm {P} (X=x,\ Y=y)&{}=\mathrm {P} (Y=y\mid X=x)\cdot \mathrm {P} (X=x)\\&{}=\mathrm {P} (X=x\mid Y=y)\cdot \mathrm {P} (Y=y)\end{aligned}}}
Folytonos esetben
{\displaystyle f_{X,Y}(x,y)=f_{Y|X}(y|x)f_{X}(x)=f_{X|Y}(x|y)f_{Y}(y)\;}
Itt {\displaystyle f_{Y|X}(y|x)} és {\displaystyle f_{X|Y}(x|y)} feltételes sűrűségfüggvények, azaz a megfelelő feltételes valószínűségi változók sűrűségfüggvényei. A feltételes valószínűségi változók: {\displaystyle Y} feltéve {\displaystyle X=x}, és {\displaystyle X} feltéve {\displaystyle Y=y}. Az {\displaystyle f_{X}(x),f_{Y}(y)} függvények rendre {\displaystyle X} és {\displaystyle Y} peremeloszlásai.
Az ábrán a koordináták közötti összefüggést kopulák jelzik. A bemutatott eloszlás példa arra, hogy ha a peremeloszlások normálisak, akkor az eloszlás nem biztos, hogy normális.

## Általános eset
Ha az n-dimenziós {\displaystyle Z=(X_{1},\dots ,X_{n})} valószínűségi vektorváltozónak van sűrűségfüggvénye, akkor az eloszlásfüggvény a kétdimenziós esethez hasonlóan
{\displaystyle F_{Z}\left(x_{1},\dots ,x_{n}\right)=\int _{-\infty }^{x_{n}}\dots \int _{-\infty }^{x_{1}}f_{X_{1},\dots ,X_{n}}\left(u_{1},\dots ,u_{n}\right)\mathrm {d} u_{1}\dots \mathrm {d} u_{n}}.
A dimenziók növekedéséveol több lehetőség adódik peremeloszlásokra, minden {\displaystyle 1\leq k<n} alacsonyabb dimenzióhoz létezik {\displaystyle {n \choose k}} peremeloszlás. Például három dimenzióban három egyváltozós és három kétváltozós peremeloszlás van.

## Független valószínűségi változók közös eloszlása
Ha a diszkrét X és Y valószínűségi változókra minden x és y esetén teljesül, hogy {\displaystyle \ P(X=x,\ Y=y)=P(X=x)\cdot P(Y=y)}, akkor függetlenek.
Hasonlóan, ha folytonos  X és Y valószínűségi változókra minden x és y esetén teljesül, hogy {\displaystyle \ f_{X,Y}(x,y)=f_{X}(x)\cdot f_{Y}(y)}, akkor függetlenek. 

## Fordítás
Ez a szócikk részben vagy egészben  a   Multivariate Verteilung című német Wikipédia-szócikk fordításán alapul.  Az eredeti cikk szerkesztőit annak laptörténete sorolja fel. Ez a jelzés csupán a megfogalmazás eredetét és a szerzői jogokat jelzi, nem szolgál a cikkben szereplő információk forrásmegjelöléseként.